# Мировой тур покера
Мировой тур покера (англ. World Poker Tour) — серия международных турниров по покеру, в которых участвуют большинство ведущих профессиональных игроков. Эта серия была впервые организована в 2002 году Стивеном Липскомбом, который сейчас возглавляет компанию WPT Enterprises, проводящую турниры Мирового тура. Трансляции финальных столов турниров Мирового тура покера занимают одно из ведущих мест в рейтингах американских программ кабельного телевидения.
В отличие от Мировой серии покера, которая традиционно проходит в Лас-Вегасе, турниры Мирового тура проводятся во многих городах США и других стран.

## Многократные победители турниров Мирового покер-тура
- Гус Хансен — 3
- Дэниел Негреану — 2
- Эрик Линдгрен — 2
- Говард Ледерер — 2
- Туан Ле — 2
- Майкл Мизраки — 2
- Карлос Мортенсен — 3
- Алан Геринг — 2
- Барри Гринштайн — 2

## Игрок Года
Для определения лучшего игрока года во всех турнирах Мирового тура призёры награждаются пунктами по следующей схеме:
- 1 место: 1000 пунктов
- 2 место: 700 пунктов
- 3 место: 600 пунктов
- 4 место: 500 пунктов
- 5 место: 400 пунктов
- 6 место: 300 пунктов
- 7 место: 200 пунктов

Победители завершившихся сезонов:
- 2002—2003: Говард Ледерер
- 2003—2004: Эрик Линдгрен
- 2004—2005: Дэниел Негреану
- 2005—2006: Гавин Смит
- 2006—2007: Джей Си Чан
- 2007—2008: Джонатан Литтл

## Результаты турниров
- Мировой тур покера - 1 сезон
- Мировой тур покера - 2 сезон
- Мировой тур покера - 3 сезон
- Мировой тур покера - 4 сезон
- Мировой тур покера - 5 сезон
- Мировой тур покера - 6 сезон
- Мировой тур покера - 7 сезон